# Trimerotropis inconspicua
Trimerotropis inconspicua es una especie de saltamontes perteneciente a la familia Acrididae. Se encuentra en Norteamérica.